# إنرجي ريكفري
تقوم شركة إنرجي ريكفري {المدرجة في بورصة نازداك: (ERII)} بتصنيع أجهزة استرداد الطاقة في صناعات النفط والغاز والكيماويات والمياه على مستوى العالم. تستخدم التطبيقات المختلفة للتقنيات الأساسية للشركة طاقة المائع غير المُستغلة بعد أو تسهل نقل الطاقة بين مائعين مختلفين، ما يقلل من تكاليف التشغيل الإجمالية وانبعاثات الكربون في مجموعة متنوعة من التطبيقات الصناعية، مثل تحلية المياه وإنتاج الأمونيا ومعالجة الغاز والتصديع المائي. تُنتج شركة إنرجي ريكفري معداتها في منشأة تقع في مقرها.
تقع مراكز إنرجي ريكفري في سان لياندرو في كاليفورنيا، وتمتلك مكاتب دولية في دبلن في أيرلندا، ودبي في الإمارات العربية المتحدة، وشانغهاي في الصين.

## نبذة تاريخية
أسس ليف هيغ شركة إنرجي ريكفري في عام 1992 في ولاية فرجينيا. أُعيد دمج الشركة في ولاية ديلاوير في عام 2001. بدأت الشركة في بيع منتجاتها عام 1997 وأُعلن عنها لعامة الناس عام 2008.
يرأس الشركة حاليًا الرئيس والمدير التنفيذي روبرت ماو الذي عُين في أبريل 2015.
وقعت شركة إنرجي ريكفري في 19 أكتوبر عام 2015، اتفاقية ترخيص مدتها خمس عشر عامًا مع شركة شلمبرجير للتكنولوجيا، مانحةً الحقوق الحصرية لها لاستخدام تقنية فورتيك التابعة لشركة إنرجي ريكفري في عمليات استكمال آبار النفط والغاز على المستوى العالمي.
ذكرت مجلة فوربس في عام 2016 أن إنرجي ريكفري كانت الشركة الأفضل أداءً في ولاية كاليفورنيا من ناحية عائد الاستثمار السنوي، بعائد قدره 317.3%.

## المنتجات

### مبادل الضغط بي إكس
جهاز مبادل الضغط بي إكس، هو منتج إنرجي ريكفري الرئيسي المُستخدم في تحلية المياه. تستخدم تقنية مبادل الضغط طاقة الضغط التي يمكن أن تقلل من تكاليف الكهرباء والصيانة. يصدم الجهاز سائلَين متدفقَين، وينقل الطاقة من أحدهما إلى الآخر. يحدث نقل الطاقة هذا في أقل من جزء من الثانية، ما يقلل من التفاعل بين السائلين. يبادل هذا المنتج الطاقة بكفاءة تصل حتى 98 في المئة. ساعدت هذه التقنية في جعل عملية تحلية المياه مجدية اقتصاديًا.
تمتلك إنرجي ريكفري غالبية حصة قطاع تحلية المياه في السوق. يوجد 16000 مبادل ضغط، تعمل في جميع أنحاء العالم. يمتلك سوق تحلية المياه العالمي المُتاح الكلي (TAM) تبلغ قيمته 50 مليون دولار أمريكي. تقطع تكنولوجيات الشركة أكثر من 14 مليار كيلو وات/ساعة من الطاقة كل عام، وتُنتج أكثر من 12 مليار لتر من المياه النظيفة يوميًا.

## وصلات خارجية
- Official Energy Recovery Inc. website